# Orny (Suíça)
Orny é uma comuna da Suíça, situada no distrito de Morges, no cantão de Vaud. Tem 5,55 km² de área e sua população em 2018 foi estimada em 368 habitantes.